# Kate Forbes

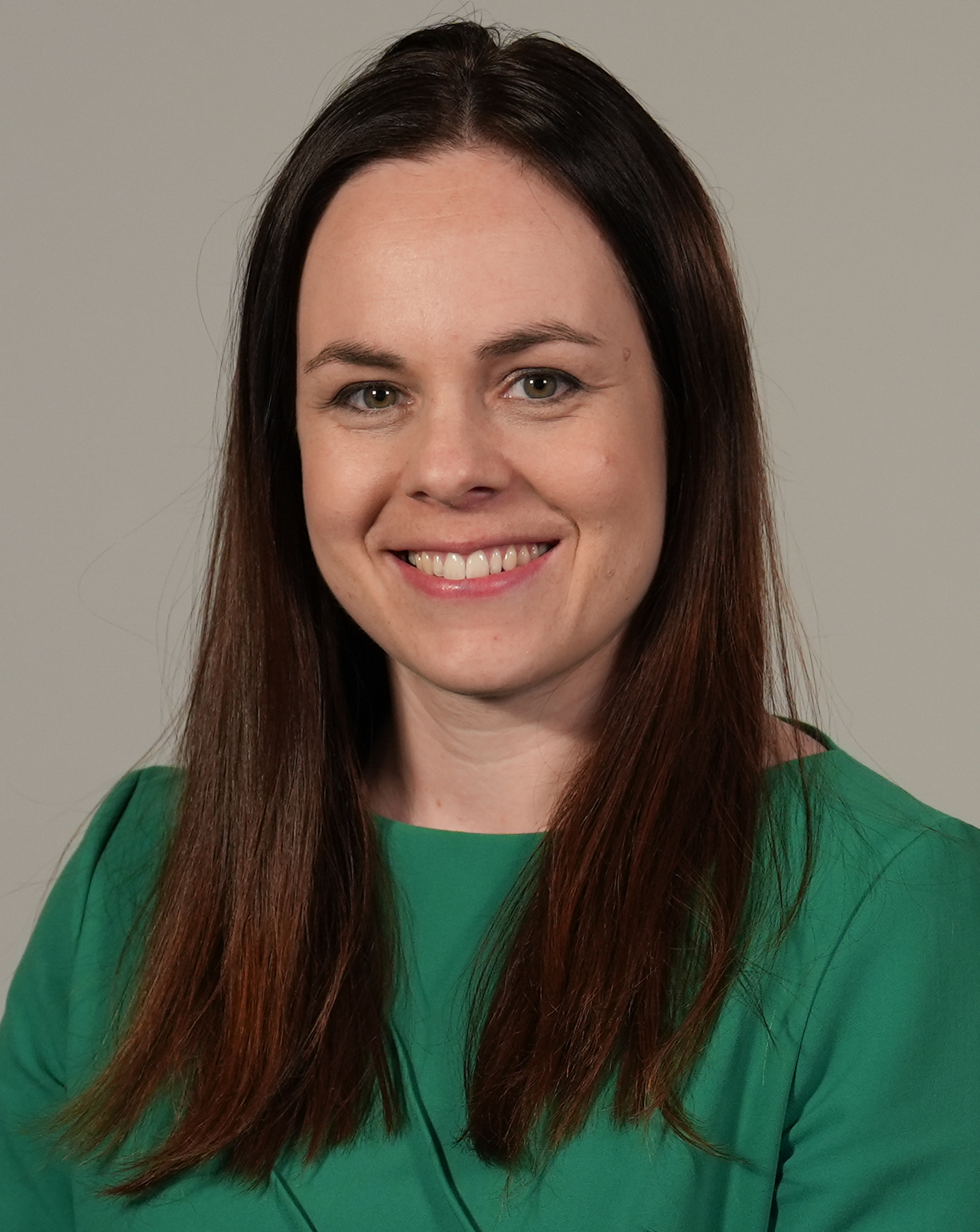
Kate Forbes (2024)

Kate Elizabeth Forbes (* 6. April 1990 in Dingwall) ist eine schottische Politikerin. Sie ist seit dem Jahr 2016 Abgeordnete für Skye, Lochaber and Badenoch im schottischen Parlament und war von 2020 bis 2023 Derek Mackays Nachfolgerin im Amt des Finanz- und Wirtschaftsministers (Cabinet Secretary for Finance and the Economy) im dritten Kabinett der First Minister Nicola Sturgeon. Seit dem 8. Mai 2024 ist sie im Kabinett Swinney die stellvertretende Erste Ministerin von John Swinney. Am  4. August 2025 gab sie bekannt, bei den kommenden Parlamentswahlen des Jahres 2026 nicht erneut zu kandidieren.

## Leben
Forbes wurde in Dingwall im Nordwesten Schottlands am 6. April 1990 geboren. Sie wuchs teilweise in Indien auf, wo ihre Eltern, beide Mitglieder der Church of Scotland, als Missionare tätig waren. In Schottland ging sie auf eine gälische Schule und sie spricht seitdem fließend Gälisch. Ab ihrem 10. Lebensjahr besuchte sie in Indien die Woodstock School, eine internationale Internatsschule am Fuß des Himalaya. Nach Abschluss der Schulausbildung studierte sie an der Universität Cambridge und erlangte im Jahr 2011 den BA in Geschichtswissenschaft. An der Universität Edinburgh schloss sie postgraduierte Studien als Master of Science im Jahr 2013 ab.
Im Anschluss arbeitete sie für den SNP-Abgeordneten Dave Thompson und bei der Barclays Bank.
Forbes ist verheiratet und hat ein Kind. Sie bezeichnet sich als überzeugte Christin und gehört der konservativen Freikirche Free Church of Scotland an.

## Politische Ämter
Im August 2015 wurde Forbes als Kandidatin der SNP im Wahlkreis Skye, Lochaber und Badenoch für das schottische Parlament nominiert. Bei der Wahl im Jahr 2016 wurde sie direkt gewählt.
Nach zwei Jahren, am 27. Juni 2018, machte First Minister Sturgeon sie zur Junior-Ministerin für öffentliche Finanzen. Am 6. Februar 2020 war sie die erste Frau, die in einem britischen Parlament den Haushalt einbrachte, da Finanz- und Wirtschaftsminister Mackay unmittelbar vor dieser Rede zurückgetreten war.
Am 17. Februar 2020 folgte sie Mackay im Amt des Cabinet Secretary for Finance and the Economy nach. Bei der Wahl zum schottischen Parlament im Jahr 2021 wurde sie mit deutlich gesteigerter Mehrheit wiedergewählt.
Im Juli 2022 ging Forbes wegen der bevorstehenden Geburt ihres Kindes in Mutterschaftsurlaub.
Am 20. Februar 2023 gab sie bekannt, sich um die Nachfolge von Sturgeon als Regierungschefin Schottlands zu bewerben. Im Wahlkampf präsentierte sie sich als sozial konservative Stimme zu Themen wie gleichgeschlechtlichen Ehe, Abtreibung, Rechten von Transgender und Kindern außerhalb von Ehen, die im Kontrast zum Kurs der bisherigen Regierung standen. Auch im wirtschaftspolitischen Bereich und beim Thema Unabhängigkeit präsentierte sie einen abweichenden Weg. In der Urwahl der 73.000 Mitglieder der Scottish National Party im März 2023 unterlag sie dann knapp Humza Yousaf. Nachdem Yousaf ihr in seinem Kabinett einen nachgeordneten Ministerposten angeboten hatte, gab sie vor der Bildung der neuen Regierung bekannt, nicht für weitere Regierungsämter zur Verfügung zu stehen.
Am 6. Mai 2024 wurde Yousaf im Amt des Parteivorsitzenden von John Swinney abgelöst; einen Tag später im Amt des First Ministers ebenfalls von Swinney. Seit dem 8. Mai 2024 ist Kate Forbes im Kabinett Swinney die stellvertretende Erste Ministerin.
Am  4. August 2025 gab sie bekannt, bei den kommenden Parlamentswahlen des Jahres 2026 nicht erneut zu kandidieren.